# I'll Be Waiting/Blackball
"I'll Be Waiting/Blackball" é um single da banda estadunidense The Offspring, lançado em 1986 pela gravadora independente Black Label Records. Teve tiragem de mil cópias contendo as canções "I'll Be Waiting" e "Blackball", do primeiro álbum de estúdio da banda, The Offspring, lançado em 1989.

## Faixas[1]

### Lado A
1. "I'll Be Waiting" – 3:26

### Lado B
1. "Blackball" – 3:06